# Mont Brulé
Mont Brulé – szczyt w Alpach Pennińskich, w masywie Bouquetins. Leży na granicy między Szwajcarią (kanton Valais) a Włochami (region Dolina Aosty). Szczyt można zdobyć ze schronisk Refuge des Bouquetins (2980 m) po stronie szwajcarskiej lub Rifugio Nacamuli al Col Collon (2818 m) po stronie włoskiej.
Pierwszego wejścia dokonali Alphonse Chambrelent, André Michelin, Edouard Michelin, Pierre Puiseux, Bernard Wolff i Marc Wolff 6 sierpnia 1882 r.